# Viktor Frankl
Viktor Emil Frankl (Viena, 26 de marzo de 1905-2 de septiembre de 1997), conocido como Viktor Frankl, fue un neurólogo, psiquiatra y filósofo austríaco, fundador de la logoterapia, una de las formas del análisis existencial.
Sobrevivió desde 1942 hasta 1945 en cuatro campos de concentración nazis: Theresienstadt, Kaufering, Turkheim y Auschwitz. A partir de esa experiencia, escribió el libro best seller El hombre en busca de sentido (1946).

## Datos biográficos

### Primeros años
Nació en la capital austríaca en una familia de origen judío. Su padre, Gabriel Frankl, fue estenógrafo parlamentario hasta llegar a ministro de Asuntos Sociales. Desde joven, siendo un estudiante universitario y envuelto en organizaciones juveniles socialistas, Frankl empezó a interesarse en la psicología y siendo todavía un adolescente, mantenía corresponencia con Sigmund Freud, quien lo invitó para escribir en una revista de psicoanálisis relevante. Por la misma época se hizo discípulo de Alfred Adler. Mientras Freud siguió en Viena encabezando el movimiento del Psicoanálisis y la escuela psicoanalítica de terapia, Adler se separó para fundar una nueva vertiente que denominó Psicología individual, pero Frankl tampoco se alineó allí, sino que fundó en Viena la logoterapia, una de las formas del análisis existencial que a veces se denomina  la "tercera escuela vienesa de psicoterapia".
Estudió medicina en la Universidad de Viena y se especializó en neurología y psiquiatría. Desde 1933 hasta 1937, trabajó en el Hospital General de Viena. De 1937 a 1940 practicó la psiquiatría de forma privada. Desde 1940 hasta 1942 dirigió el departamento de neurología del Hospital Rothschild (único hospital de Viena donde se admitía a judíos).

### Deportación: los campos de concentración
En septiembre de 1942, él, su esposa y sus padres fueron deportados a Theresienstadt, un campo de concentración cercano a Praga.
De 1942 a 1945 estuvo en cuatro campos de concentración, incluyendo Auschwitz, conocido como el campo de exterminio. Lo que experimentó en esos años es inimaginable. Logró sobrevivir; no así su mujer, sus padres, hermano, cuñada, muchos colegas y amigos.
Su primera esposa, Tilly Grossner estaba embarazada de su primer hijo cuando los nazis los hicieron prisioneros. Tilly y también hijo murieron. Su hermana logró escapar y se salvó huyendo a Australia. Frankl habría tenido una visa para emigrar a Estados Unidos, pero declinó la oferta y decidió quedarse con su familia para compartir su destino. Pasó tres años en cautiverio, con el número de prisionero 119104.

### El hombre en busca de sentido
Tras la liberación, pasó varias semanas en Múnich tratando de indagar quiénes de sus familiares habían sobrevivido. Poco a poco fue enterándose de que ninguno lo había logrado y vivió un profundo dolor, soledad y vacío. A su regreso a Viena, le asignaron un departamento en el noveno distrito en el que vivió el resto de su vida.
Fue nombrado jefe del Departamento de Neurología de la Policlínica de Viena, puesto que ocupó durante 25 años. Fue profesor tanto de neurología como de psiquiatría de la Universidad de Viena.

### Trabajo docente
Dirigió la policlínica neurológica de Viena hasta 1971. En 1949 recibió el doctorado en filosofía. En 1955 fue nombrado profesor de la Universidad de Viena. A partir de 1961, Frankl mantuvo cinco puestos como profesor en universidades de los Estados Unidos: en Harvard, Stanford, Dallas, Pittsburg y San Diego. Continuó dando clases en la Universidad de Viena hasta los 85 años de edad de forma regular. Impartió cursos y conferencias por todo el mundo.

### Reconocimientos
Ganó el Premio Oskar Pfister de la Asociación Estadounidense de Psiquiatría, así como otras distinciones de diferentes países europeos. Recibió 29 doctorados honoris causa de distintas universidades.

### Publicaciones
Publicó más de 20 libros, traducidos a numerosos idiomas.

## Obras

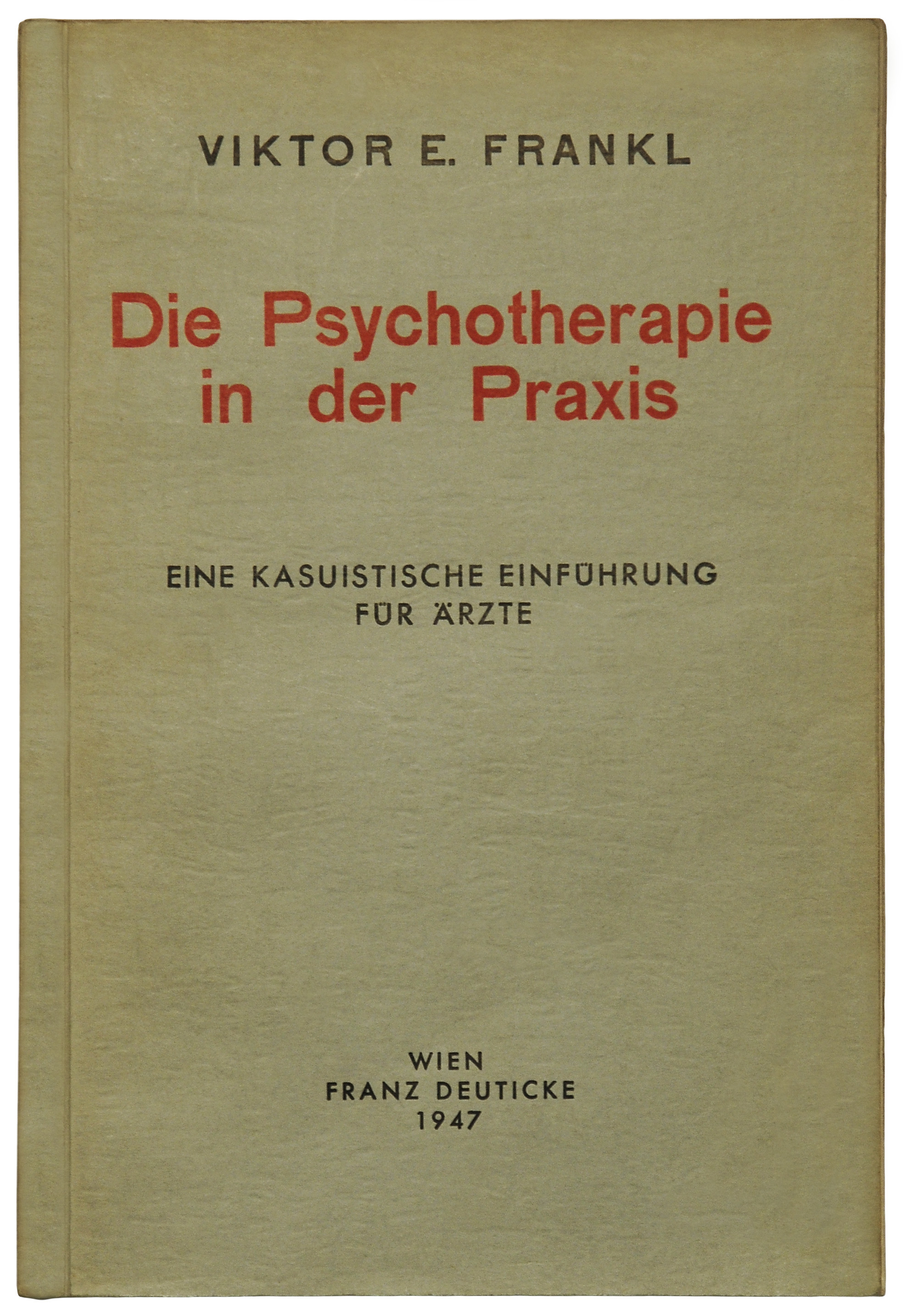
Portada de la edición original en alemán de La psicoterapia en la práctica

- Psicoterapia y existencialismo: escritos selectos sobre logoterapia, Herder, ISBN 84-254-2167-5
- La presencia ignorada de Dios: logoterapia y demás conceptos, Herder, ISBN 84-254-0664-1
- Ante el vacío existencial: hacia una humanización de la psicoterapia, Herder, ISBN 978-84-254-1090-1
- En el principio era el sentido: reflexiones en torno al ser humano, Paidós Ibérica, ISBN 978-84-493-0998-4
- El hombre doliente: fundamentos antropológicos de la psicoterapia, Herder, ISBN 978-84-254-1540-1
- El hombre en busca del sentido último: el análisis existencial y la conciencia espiritual del ser humano, Paidós Ibérica, ISBN 978-84-493-0704-1
- La idea psicológica del hombre, Rialp, ISBN 978-84-321-3263-6
- Logoterapia y análisis existencial, Herder, ISBN 978-84-254-1711-5
- La psicoterapia al alcance de todos: conferencias radiofónicas sobre terapéutica psíquica, Herder, ISBN 978-84-254-1291-2
- Psicoterapia y humanismo. ¿Tiene un sentido la vida?, Fondo de Cultura Económica de España, ISBN 978-84-375-0229-8
- Teoría y terapia de las neurosis, Gredos, ISBN 978-84-249-2401-0
- La voluntad de sentido: conferencias escogidas sobre logoterapia, Herder, ISBN 978-84-254-1610-1
- Frankl, Viktor Emil; Lapide, Pinchas: Búsqueda de Dios y sentido de la vida: diálogo entre un teólogo y un psicólogo, Herder, ISBN 978-84-254-2404-5
- Lo que no está escrito en mis libros. Memorias. San Pablo. ISBN 950-861-659-8
- Sincronización en Birkenwald. San Pablo. ISBN 950-861-522-2
- Las raíces de la logoterapia. Escritos juveniles 1923 - 1942. Recopilación a cargo de Eugenio Fizzotti. San Pablo. ISBN 950-861-774-8
- La psicoterapia en la práctica médica. Una introducción casuística para médicos. San Pablo. ISBN 950-861-721-7
- Fundamentos y aplicaciones de la logoterapia. San Pablo. ISBN 950-861-470-6
- El hombre en busca de sentido. Herder. ISBN 84-254-2331-7
- El hombre en busca del sentido último. Paidós. ISBN 978-96-885-3425-0